# Forest Hills Challenger
Il Forest Hills Challenger, noto anche come Forest Hills Clay Court Classic & Jazz Festival per motivi di sponsorizzazione, è stato un torneo professionistico di tennis giocato su campi in terra verde. Faceva parte dell'ATP Challenger Series. Si giocava annualmente a Forest Hills negli USA.

## Albo d'oro

### Singolare
| Anno | Campione           | Finalista       | Punteggio          |
| ---- | ------------------ | --------------- | ------------------ |
| 2007 | Paul Goldstein     | Adrián García   | walkover           |
| 2006 | Robert Kendrick    | Cecil Mamiit    | 6–2, 6–2           |
| 2005 | James Blake        | Dušan Vemić     | 6–3, 6–4           |
| 2004 | Juan Pablo Guzmán  | Edgardo Massa   | 7–6(7), 3–1 ritiro |
| 2003 | Alex Bogomolov Jr. | Mariano Delfino | 1–6, 6–1, 6–1      |

### Doppio
| Anno | Campioni                         | Finalisti                         | Punteggio        |
| ---- | -------------------------------- | --------------------------------- | ---------------- |
| 2007 | Rajeev Ram Bobby Reynolds        | Patrick Briaud Sam Warburg        | 6–3, 6–4         |
| 2006 | Chris Drake Cecil Mamiit         | Eric Butorac Mirko Pehar          | 6–4, 6–1         |
| 2005 | Nathan Healey Mark Merklein      | Jason Marshall Huntley Montgomery | 2–6, 7–6(5), 6–4 |
| 2004 | Jason Marshall Bruno Soares      | Michael Berrer Wang Yeu-tzuoo     | 7–6(5), 6–3      |
| 2003 | Justin Gimelstob Scott Humphries | Huntley Montgomery Tripp Phillips | 7–6(1), 3–6, 6–4 |